# Vrouwelijke genitale verminking

Verzamelde gegevenskaart met het percentage vrouwen/meisjes van 15-49 jaar (tenzij anders aangegeven) dat genitale besnijdenis of verminking heeft ondergaan. Bron: UNICEF (2016), aangevuld met gegevens uit andere landen buiten deze leeftijdsgroep. Voor grijzen landen geen gegevens.

Vrouwelijke genitale verminking (ook vrouwenbesnijdenis, meisjesbesnijdenis, VGV, in het Engels female genital mutilation (FGM) of female genital cutting (FGC) genoemd) is een verzamelterm voor verschillende culturele tradities waarbij delen van de vulva weggesneden, bewerkt of dichtgemaakt worden.
Genitale verminking bij minderjarigen is een aantasting van de lichamelijke integriteit en daarmee een schending van de rechten van de mens. Het is verboden door verschillende internationale en regionale mensenrechtenverdragen en binnen nationale wetgeving.

## Redenen

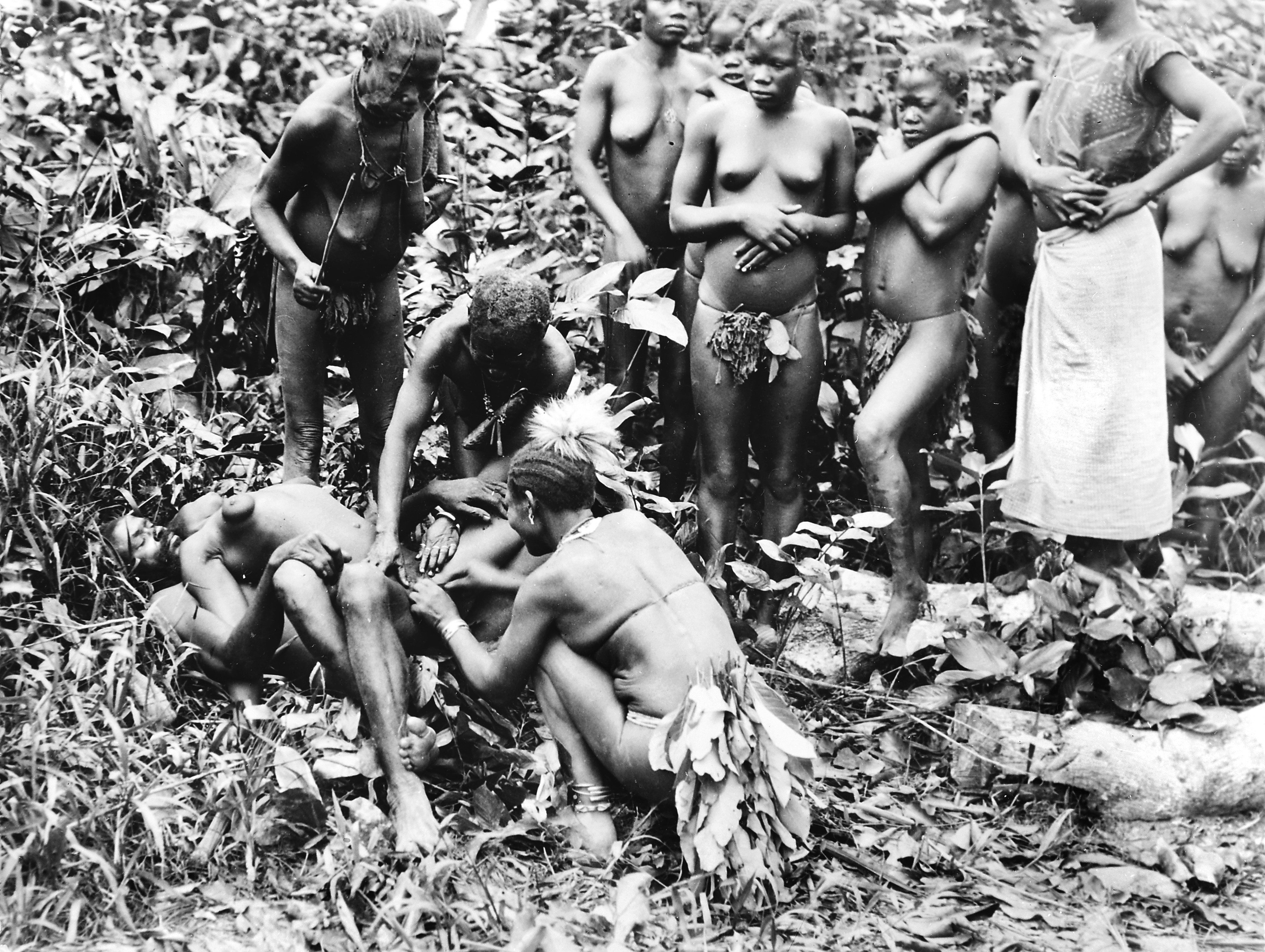
Een meisjesbesnijdenis in 1940 bij de Mbakwa-Manja in Oubangui-Chari, Afrika

Bij traditionele culturen waar meisjesbesnijdenis voorkomt is de besnijdenis omgeven met rituelen. In bepaalde Afrikaanse culturen wordt de clitoris als een mannelijk restant gezien en de mannelijke voorhuid als een vrouwelijk restant waarbij deze androgyne kenmerken afgesneden en verworpen worden bij een rite de passage van meisje naar vrouw en van jongen naar man. De besnijdenis is een exclusieve vrouwenactiviteit waarbij de meisjes door volwassen vrouwen ingewijd worden.
Vrouwenbesnijdenis zou ook de vruchtbaarheid bevorderen, daarnaast zou worden voorkomen dat de vrouw plezier beleeft aan seksualiteit en geslachtsgemeenschap.
Sommige moslims zien vrouwenbesnijdenis als onderdeel van de islam. In het sjafisme, een van de vier soennitische rechtsscholen, is het zelfs verplicht.

## Prevalentie
Het besnijden van meisjes gebeurt in bepaalde delen van Afrika (Egypte, de Soedan en de zuidelijke Sahel inclusief Somalië), het Midden-Oosten (delen van Jemen en Oman) en Azië (Maleisië, Indonesië). De ingreep wordt vaak uitgevoerd als de vrouw jong is: zo worden de meisjes geopereerd van direct na de geboorte tot aan de puberteit.
De ingrepen gebeuren volgens de meeste medische rapporten op zeer grote schaal, in een aantal landen bij de meerderheid van de meisjes; in Somalië bijvoorbeeld bij 80 à 90%. Dit gaat dikwijls gepaard met levenslange gezondheidscomplicaties.
Vrouwelijke genitale verminking wordt toegepast in bepaalde islamitische, maar ook in christelijke en animistische bevolkingsgroepen in Oost-Afrika. In onder andere Soedan en Jemen is het een wijdverspreid gebruik dat meisjes besneden worden. In de Hoorn van Afrika worden behalve de clitoris ook de schaamlippen geheel verwijderd. In delen van Somalië en Soedan wordt bij de besnijdenis infibulatie toegepast waarbij de vulva dichtgenaaid wordt op een kleine opening voor de menstruatie na.
Volgens de Duits-Koerdische organisatie Wadi komt vrouwelijke genitale verminking ook in islamitische landen in Azië voor: zo zou de overgrote meerderheid (80−100%) van de vrouwen in Iraaks Koerdistan, mogelijk meer dan 80% van de vrouwen in Oman en 94% van de vrouwen in Maleisië op enigerlei wijze zijn besneden. Naar verluidt is de Zuidoost-Aziatische variant weliswaar minder ingrijpend dan in Afrika, maar volgens vrouwenorganisaties komen ook daar zwaardere vormen voor.
UNICEF noemt in 2013 de 29 landen waar de praktijk meer algemeen verspreid is: Benin, Burkina Faso, Centraal-Afrikaanse Republiek, Djibouti, Egypte, Eritrea, Ethiopië, Gambia, Ghana, Guinee, Guinee-Bissau, Irak, Ivoorkust, Jemen, Kameroen, Kenia, Liberia, Mali, Mauritanië, Niger, Nigeria, Oeganda, Senegal, Sierra Leone, Soedan, Somalië, Tanzania, Togo, en Tsjaad. De praktijk komt echter ook in andere Afrikaanse landen voor, in Azië onder meer in Indonesië en Iran, en intussen ook in westerse landen, waarschijnlijk als gevolg van migratie.

### Statistieken

Rapportage UNICEF 2014

Omdat betrokkenen de praktijk veelal niet publiek maken is het niet gemakkelijk betrouwbare cijfers te verzamelen. De eerste statistieken werden opgesteld in de jaren 1990 onder impuls van het Amerikaans USAID-agentschap. UNICEF raamde in 2013 het aantal besneden vrouwen en meisjes op 125 miljoen in 29 landen.

## Geschiedenis
De oorsprong van vrouwelijke genitale verminking is niet met zekerheid te achterhalen. De traditie stamt mogelijk uit Soedan ten tijde van het Faraonische Egypte. Maar het is ook mogelijk dat die traditie later samenviel met overgangsrites elders in Sub-Sahara Afrika. Volgens Gerry Mackie zou de traditie zijn oorsprong vinden in de slavernij in de historische stad Meroë in Soedan.
De Griekse geograaf Strabo en de eveneens Griekse filosoof Philo (beiden 1e eeuw) vermelden de praktijk zoals die voorkwam in het Oude Egypte.

### Vrouwenbesnijdenis in de islam
In de Koran komt het begrip besnijdenis niet voor. Vrouwenbesnijdenis wordt wel genoemd in enkele uitspraken die aan de profeet Mohammed worden toegeschreven. De Hadith die besnijdenis bij mannen voorschrijft, zegt dat besnijdenis een eer zou zijn voor vrouwen. De authenticiteit van deze Hadith wordt echter betwist. Binnen de islam bestaan overigens diverse interpretaties omtrent de wenselijkheid van vrouwenbesnijdenis. Van de vier soennitische rechtsscholen is vrouwenbesnijdenis verplicht in het sjafisme en 'eerbaar' in het hanafisme en malikisme. In het hanbalisme is er verdeeldheid over de vraag of het verplicht of slechts 'eerbaar' is.
Het laatste decennium namen steeds meer religieuze leiders er afstand van. Tekenend is de positie van de islamitische theoloog Yusuf al-Qaradawi: eerst raadde hij het in een fatwa aan, maar vijf jaar later kwam hij daar expliciet op terug.
Op 22 november 2006 veroordeelden talrijke islamitische leiders uit de wereld op een conferentie in Caïro vrouwenbesnijdenis. Onder hen waren de hoogste twee Egyptische moslimgeestelijken, de sjeik al-Azhar, die gezien wordt als de belangrijkste leider in de soennitische wereld, en de grootmoefti van Jeruzalem, wiens fatwa's groot gewicht in de schaal leggen. De sjeik al-Azhar, Mohammed Sayyed Tantawi, zei op de conferentie dat in de islam besnijdenis alléén voor mannen is. De grootmoefti, Ali Gomaa, wees erop dat Mohammed zijn dochters niet liet besnijden. Er is echter geen bewijs voor die uitspraak. Moslims uit Europa, die van mening zijn dat vrouwenbesnijdenis de islam een slechte naam bezorgt, voerden druk uit om de uitspraak in een fatwa te vervatten.

## Methodes
De besnijdenis wordt doorgaans uitgevoerd door een traditionele besnijdster (exciseuse) bij het meisje thuis, met of zonder anesthesie, en vaak met niet-gesteriliseerd, soms traditioneel materiaal. In andere gevallen wordt de ingreep uitgevoerd door medisch geschoold personeel, vaak met als argument dat het proces dan veiliger verloopt, en complicaties vermeden worden. De Wereldgezondheidsorganisatie verwerpt echter die verantwoording.

## Types
Bij vrouwelijke genitale verminking kunnen de clitorishoed, glans clitoridis, de binnenste schaamlippen en de buitenste schaamlippen worden verkleind of verwijderd. Bij de meest vergaande vorm wordt de vagina van het meisje dichtgenaaid en een kleine opening gemaakt voor urine en menstruatiebloed.
Het gebruik van de term 'besnijdenis' is verwarrend vanwege de uiteenlopende aard van de ingreep in de bedoelde landen (die niet uitsluitend islamitisch zijn). Voor meisjes varieert het echter van een gedeeltelijke tot gehele verwijdering van volledige organen (clitoris en/of vulva), al dan niet gepaard met dichtnaaien.

### WHO-classificatie
De Wereldgezondheidsorganisatie onderscheidt vier types van ingrepen:
- Type 1: clitoridectomie, het geheel of gedeeltelijk verwijderen van de clitorishoed en glans clitoridis, of in zeldzame gevallen enkel de clitorishoed.
- Type 2: excisie, het geheel of gedeeltelijk wegsnijden van de clitoris en de labia minora (zogenaamde labiumreductie) met of zonder excisie van de labia majora.
- Type 3: infibulatie, dit is het vernauwen van de vaginale opening, door het knippen, verplaatsen en hechten van de labia minora, of labia majora, met of zonder clitoridectomie. Deze vorm van besnijdenis wordt soms ook de 'faraonische besnijdenis' genoemd.[19]
- Type 4: andere ingrepen in de vrouwelijke genitaliën om niet-medische redenen, zoals prikken, piercing, insnijden (incisie), schrapen en schroeien van de genitale streek. Tot 2008 viel hier ook labioverlenging onder.[20]

### Islamitische classificatie
In islamitische context wordt een onderscheid gemaakt tussen een besnijdenis volgens de soenna en infibulatie.

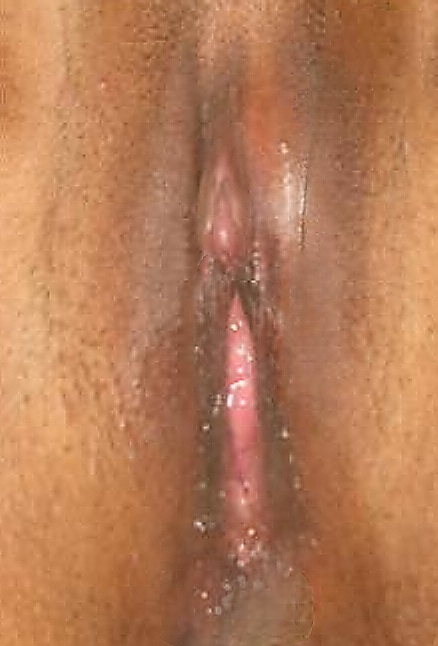
Vulva van een 29-jarige vrouw die in haar jeugd besneden is.
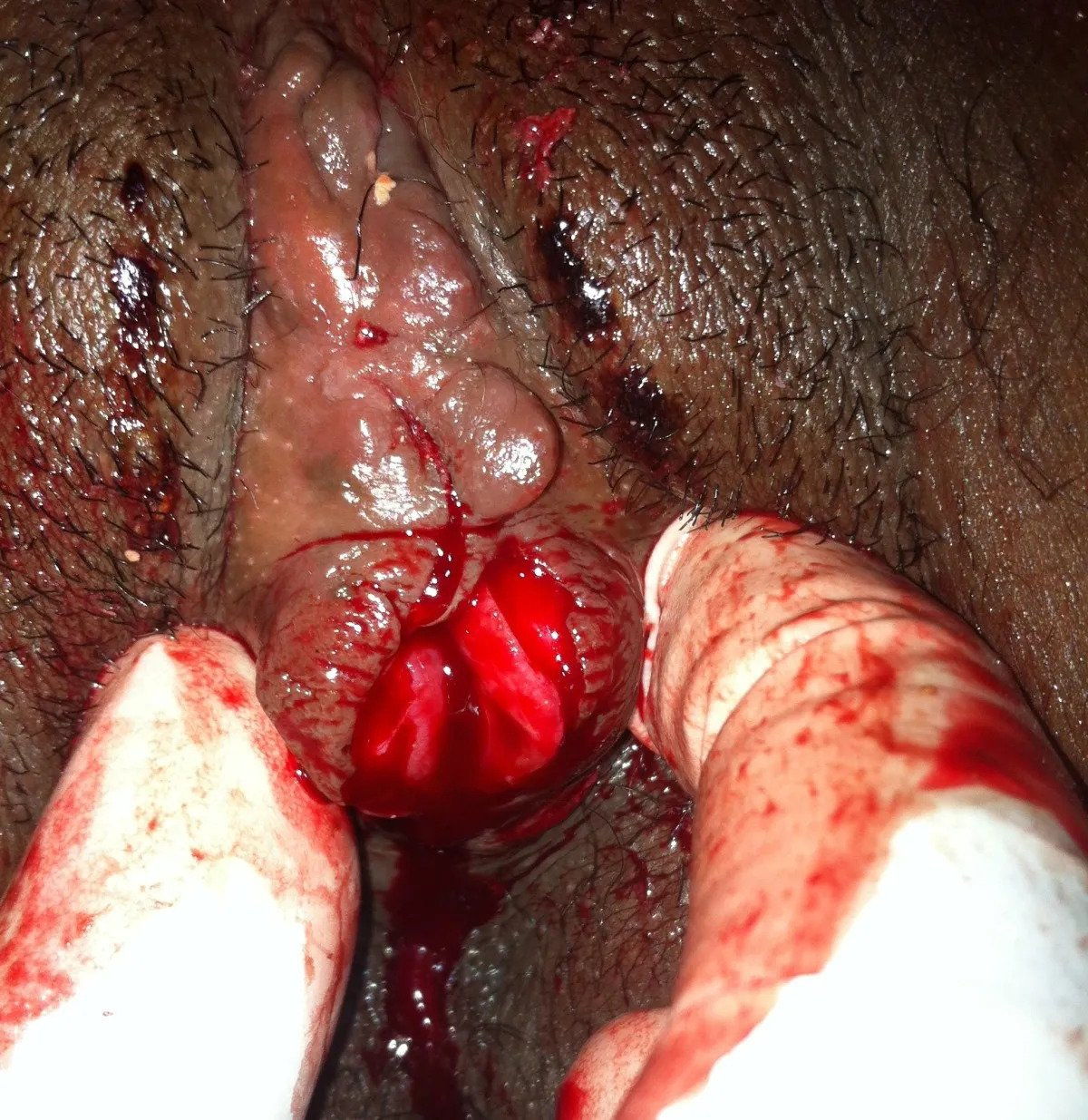
Vulva van een 21-jarige Ethiopische vrouw die infibulatie ondergaan heeft op achtjarige leeftijd en de-infibulatie krijgt bij een arts.

## Wetgeving
Tegenwoordig wordt voor meisjesbesnijdenis vaak de afkorting VGV, die staat voor vrouwelijke genitale verminking, gebruikt, omdat vrouwenbesnijdenis in alle westerse landen strafbaar is als misdrijf en in de meeste westerse landen ook actief wordt vervolgd.
Vrees voor besnijdenis onder dwang bij dochters van islamitische ouders is in sommige landen (waaronder Canada) ook een voldoende grond voor toekenning van politiek asiel.

### Internationale verdragen
Hoewel de oudste mensenrechtenverdragen niet uitdrukkelijk spreken over deze vormen van verminking, wordt meer en meer aangenomen dat VGV een inbreuk is op de fundamentele rechten van meisjes en vrouwen, zoals vervat in historische mensenrechten, en zeker op grond van de Universele Verklaring van de Rechten van de Mens uit 1948.
Recentere en meer expliciete rechtsgronden zijn onder meer het Verdrag inzake de uitbanning van alle vormen van discriminatie van vrouwen, dat begin 2018 door alle landen ter wereld is geratificeerd, met uitzondering van Iran, Niue, Soedan, Somalië, Tonga en de Heilige Stoel (Vaticaanstad). Andere toepasselijke mensenrechtenverdragen, geratificeerd door meer dan 150 van de bijna 200 VN-lidstaten zijn het Internationaal Verdrag inzake economische, sociale en culturele rechten (sectie gezondheidsrechten), het Internationaal verdrag inzake burgerrechten en politieke rechten, en het Verdrag inzake de rechten van het kind. Verdere verduidelijkingen en oproepen zijn te vinden in een reeks resoluties van de Verenigde Naties en rapporten van de VN-Commissie voor vrouwenrechten (United Nations Commission on the Status of Women), een afdeling van de Economische en Sociale Raad van de Verenigde Naties.

### Nederland

#### Huidige wetgeving
Genitale verminking van vrouwelijke personen jonger dan 18 jaar is strafbaar in Nederland, ook wanneer het in het buitenland gepleegd wordt door Nederlanders, vreemdelingen die later Nederlander worden of vreemdelingen met een vaste woon- of verblijfplaats in Nederland, als een vorm van (zware) mishandeling (eventueel met voorbedachten rade) onder Artikelen 300 tot en met 303 per Artikel 7.d en Artikel 71.3 van het Wetboek van Strafrecht. De maximumstraf in Nederland hierop is 12 jaar gevangenisstraf (of 15 jaar als het slachtoffer overlijdt). Daar kan een strafverzwaring met een derde bovenop komen indien de dader(s) familie of de levensgezel van het slachtoffer is/zijn (Artikel 304.1) of als het slachtoffer minderjarig is (Artikel 304.2). In tegenstelling tot andere misdrijven begint de verjaringstermijn op vrouwelijke genitale verminking pas als het slachtoffer 18 jaar is geworden (Artikel 71.3).
Als persoon woonachtig in Nederland is een genitale verminking laten uitvoeren in het buitenland strafbaar in Nederland (Artikel 7.d). Kennis hebben van een besnijdenis zonder dit te melden is eveneens strafbaar. Bij een besnijdenis hoeft geen aangifte gedaan te worden om een justitieel onderzoek te starten (al kan aangifte er wel toe leiden). Ook artsen zijn strafbaar.

#### Geschiedenis
Vrouwelijke genitale verminking is in het Nederlands Wetboek van Strafrecht voor het eerst expliciet verboden op 1 februari 2006, namelijk in de toenmalige Artikelen 5.3 en 5a.1. De verjaringstermijn werd op 1 juli 2009 verlengd en begon voortaan een dag na de 18e verjaardag van het slachtoffer.
Omdat de besnijdenis van vrouwen in Nederland en België verboden is, worden sommige Nederlandse meisjes met immigrantenachtergrond, afkomstig uit desbetreffende culturen, vaak tijdens de vakantie in het land van oorsprong besneden. In 2003 was dit in het nieuws omdat men ook déze praktijk in Nederland wilde aanpakken. In januari 2009 liet staatssecretaris Bussemaker weten deze praktijk aan te willen pakken naar Frans voorbeeld, door ouders uit risicogroepen een contract te laten ondertekenen en na de vakantie de meisjes op besnijdenis te controleren.
Op 19 juni 2020 werd de prediker van de As Soennah Moskee in Den Haag veroordeeld tot 80 uur taakstraf voor het aanbevelen van vrouwelijke genitale verminking: de rechter oordeelde “De rechtbank is van oordeel dat in dit geval het recht op vrijheid van (godsdienst en) meningsuiting niet kan opwegen tegen het recht van vrouwen op bescherming tegen geweld en discriminatie.”

#### Pharos
In Nederland zet onder andere kenniscentrum Pharos zich in tegen vrouwenbesnijdenis, in opdracht van het Ministerie van Volksgezondheid. Pharos maakt onder meer gebruik van een fatwa tegen dit gebruik, uitgevaardigd door de hoogste Egyptische moslimgeestelijke, de grootmoefti prof. dr. Ali Gomaa. Ook in Iran is een fatwa uitgevaardigd tegen dit gebruik (dat daar overigens weinig voorkomt). Ook is Pharos een van de organisatoren van de Zero Tolerance Dag, die elk jaar op 6 februari plaatsvindt en tot doel heeft bij te dragen aan de volledige uitbanning van alle vormen van vrouwelijke genitale verminking.

### België
In België is sedert november 2000 een nieuw artikel 409 toegevoegd aan het strafwetboek dat genitale verminking van vrouwen, of pogingen daartoe, strafbaar stelt met opsluiting tot vijf jaar, of tot vijftien jaar in geval van complicaties of de dood. Sinds 12 juli 2014 zijn ook personen die aanzetten tot de praktijk of er reclame voor maken strafbaar.
Volgens een onderzoek in opdracht van de overheid telde België eind 2012 vermoedelijk 48.092 vrouwen uit landen waar besnijdenis courant wordt toegepast. 13.112 van hen zouden 'zeer waarschijnlijk al besneden' zijn, en 4.084 'riskeren besneden te worden'. Einde 2008 ging het nog om respectievelijk 6.260 ('VGV zeer waarschijnlijk') en 1.975 ('riskeren VGV') Het onderzoek noemt als landen met het hoogste risico (meer dan 75%) Burkina Faso, Djibouti, Egypte, Eritrea, Guinee, Mali, Sierra Leone en Somalië, en als risicoperiode de vakanties in land van herkomst. Een vervolgstudie uit 2018, in opdracht van de overheid uitgevoerd door de studie- en actiegroep GAMS, voegt Soedan toe aan de risicolanden, en kwam op veel hogere aantallen uit van zowel VGV als risico op VGV. Als oorzaken voor de markante stijging worden de toegenomen migratie genoemd, en de geboortes in België uit moeders met roots in landen waar de praktijk courant voorkomt.
Raming van het aantal vrouwen, slachtoffer van VGV (of hoog risico), in België:
| Jaartal | VGV waarschijnlijk | Risico op VGV |
| ------- | ------------------ | ------------- |
| 2008    | 6.260              | 1.975         |
| 2012    | 13.112             | 4.084         |
| 2016    | 17.273             | 8.644         |
| 2020    | 23.395             | 12.064        |

Het in 2002 opgerichte Instituut voor de gelijkheid van vrouwen en mannen is de onafhankelijke federale overheidsinstelling voor onderzoek en sensibilisering rond VGV in België.

## Campagnes
Wereldwijd zijn er campagnes opgezet om de praktijken van VGV tegen te gaan, voornamelijk door informatie te verspreiden, bij voorrang in de gemeenschappen waar de traditie sterk leeft. De eerste campagnes vonden plaats door protestantse missionarissen in het destijds Britse Kenia.
De campagnes worden gevoerd door NGO’s zoals GAMS ondersteund door internationale instellingen als UNICEF. en de Wereldgezondheidsorganisatie,. Prominente feministen en activisten als Josephine Kulea, Keniaans activist, Nawal el Saadawi, Egyptisch activist en feminist, Waris Dirie, Somalisch mensenrechtenactivist en voormalig model, en Ayaan Hirsi Ali zetten zich ook in tegen vrouwenbesnijdenis.
De wereldwijde aandacht op het uitbannen van VGV richt zich vrijwel geheel op Afrika. Dientengevolge zijn er maar weinig VGV-studies gedaan in Aziatische landen, hetgeen campagnes tegen VGV bemoeilijkt door een gebrek aan gegevens over het fenomeen. Indiase activist Masooma Ranalvi, die als 7-jarige VGV onderging, merkte op: "Het volledige discours over VGV heeft zich tot nu toe gecentreerd op Afrika. Natuurlijk heeft Afrika aandacht nodig, maar misschien zijn er ook andere plekken waarnaar de focus zich kan verspreiden."

## Kritiek
Er is tegenstand van met name de Afrikaanse gemeenschap waarvoor de praktijk deel uitmaakt van haar rijke traditie. Bij de Amerikaanse hoogleraar en feministe Obioma Nnaemeka, zelf een fel tegenstander van VGV, roept de bevoegdheid die westerlingen zich volgens haar toe-eigenen om deze niet-westerse praktijk te benoemen herinneringen op aan koloniale tijden. UNICEF hanteert overigens in haar recente communicatie eveneens de term “vrouwenbesnijdenis”.